# Champey
Champey és un municipi francès situat al departament de l'Alt Saona i a la regió de Borgonya - Franc Comtat. L'any 2007 tenia 834 habitants.

## Demografia

### Població
El 2007 la població de fet de Champey era de 834 persones. Hi havia 319 famílies, de les quals 62 eren unipersonals (25 homes vivint sols i 37 dones vivint soles), 110 parelles sense fills, 131 parelles amb fills i 16 famílies monoparentals amb fills.
La població ha evolucionat segons el següent gràfic:
Habitants censats

### Habitatges
El 2007 hi havia 338 habitatges, 323 eren l'habitatge principal de la família, 2 eren segones residències i 13 estaven desocupats. 323 eren cases i 14 eren apartaments. Dels 323 habitatges principals, 294 estaven ocupats pels seus propietaris, 23 estaven llogats i ocupats pels llogaters i 5 estaven cedits a títol gratuït; 1 tenia una cambra, 3 en tenien dues, 30 en tenien tres, 77 en tenien quatre i 212 en tenien cinc o més. 287 habitatges disposaven pel capbaix d'una plaça de pàrquing. A 109 habitatges hi havia un automòbil i a 193 n'hi havia dos o més.

### Piràmide de població
La piràmide de població per edats i sexe el 2009 era:
| Homes | Edats   | Dones |
| ----- | ------- | ----- |
| 0     | 95 o +  | 0     |
| 0     | 90 a 94 | 0     |
| 4     | 85 a 89 | 8     |
| 0     | 80 a 84 | 0     |
| 4     | 75 a 79 | 16    |
| 16    | 70 a 74 | 16    |
| 24    | 65 a 69 | 16    |
| 20    | 60 a 64 | 16    |
| 24    | 55 a 59 | 24    |
| 36    | 50 a 54 | 32    |
| 36    | 45 a 49 | 28    |
| 36    | 40 a 44 | 40    |
| 40    | 35 a 39 | 12    |
| 16    | 30 a 34 | 16    |
| 16    | 25 a 29 | 16    |
| 12    | 20 a 24 | 12    |
| 32    | 15 a 19 | 32    |
| 24    | 10 a 14 | 20    |
| 16    | 5 a 9   | 12    |
| 24    | 0 a 4   | 20    |

## Economia
El 2007 la població en edat de treballar era de 544 persones, 406 eren actives i 138 eren inactives. De les 406 persones actives 383 estaven ocupades (206 homes i 177 dones) i 22 estaven aturades (12 homes i 10 dones). De les 138 persones inactives 59 estaven jubilades, 40 estaven estudiant i 39 estaven classificades com a «altres inactius».

### Ingressos
El 2009 a Champey hi havia 330 unitats fiscals que integraven 871 persones, la mediana anual d'ingressos fiscals per persona era de 19.860,5 €.

### Activitats econòmiques
Dels 12 establiments que hi havia el 2007, 1 era d'una empresa alimentària, 2 d'empreses de fabricació d'altres productes industrials, 4 d'empreses de construcció, 3 d'empreses de comerç i reparació d'automòbils, 1 d'una empresa d'hostatgeria i restauració i 1 d'una empresa de serveis.
Dels 4 establiments de servei als particulars que hi havia el 2009, 1 era un paleta i 3 electricistes.
Dels 2 establiments comercials que hi havia el 2009, 1 era una botiga de més de 120 m² i 1 una botiga de menys de 120 m².
L'any 2000 a Champey hi havia 5 explotacions agrícoles.

## Equipaments sanitaris i escolars
El 2009 hi havia una escola elemental.

## Poblacions més properes
El següent diagrama mostra les poblacions més properes.